# Consum recreatiu

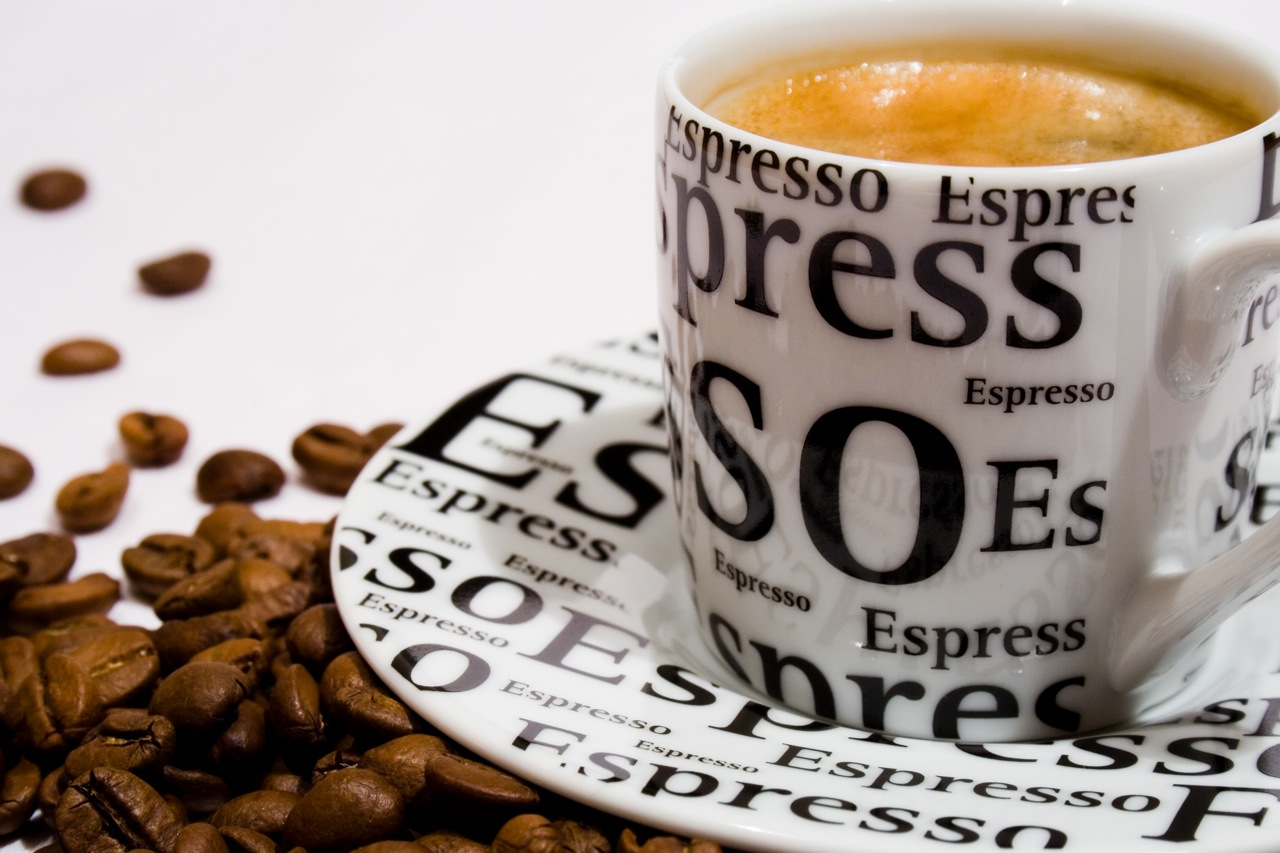
Una tassa d'expresso

El consum recreatiu, en sentit estricte, fa referència al consum d'aliments que no es prenen pel seu valor nutritiu amb la finalitat de sadollar la gana, sinó pel seu sabor o per l'efecte estimulant.

## Quant al terme
Consum recreatiu seria la traducció oblícua del terme alemany Genussmittel (lit. mitjà per a gaudir). A més dels aliments, dins del concepte de Genussmittel s'inclouen altres productes amb substàncies psicoactives que no poden ser considerades aliments perquè no tenen cap valor nutritiu (per exemple, el tabac).

En la bibliografia especialitzada, el terme també s'utilitza ocasionalment per al sucre i altres espècies. En el diccionari alemany dels germans Grimm, es defineix els Genussmittel com a aliments que no es consumeixen per nutrició sinó per gaudi. La distinció entre el consum general d'aliments i el consum recreatiu no està ni científicament, ni legalment definida. Tan sols estan regulades la venda d'alcohol i de tabac. 
| « | El concepte Genußmittel és específic de la llengua alemanya. En anglés, seria equivalent a la denominació genèrica luxury food; en francés, es parlaria d'excitants o stimulants. Cadascuna d'aquestes denominacions focalitza un aspecte concret dels Genußmittel i el seu consum. Així, el terme alemany fa referència principalment al component sociocultural […], l'anglés al socioeconòmic i el francés al farmacològic-fisiològic. | » |

 Els autors especialitzats Hengartner / Merki defineixen els Genussmittel com a substàncies que, segons l'avaluació subjectiva que se'n faça i el context sociocultural, es poden conceptualitzar com a aliments, com a agents addictius o terapèutics.

Des d'una perspectiva socioeconòmica, els Genussmittel eren considerats fins ben acabada l'edat moderna, com a articles de luxe i eren símbols d'estatus. Els termes que es van encunyar en francès fan referència als efectes farmacològics d'algunes substàncies per al consum recreatiu com ara l'alcohol, el cafè i el te. 
| « | La negociació per a establir els límits entre productes de consum recreatiu i productes addictius (o drogues il·legals) il·lustra molt bé illustriert eindrücklich das Auseinanderklaffen zwischen den chemisch-physiologischen Eigenschaften dieser Substanzen einerseits und deren kultureller Bewertung andererseits. Nicht nur der Genußbegriff ist also soziokulturell konstruiert, sondern ebenso derjenige der ‚Sucht‘. | » |

 Segons Hengartner / Merki, la definició de termes com ara gaudi, consum recreatiu i estupefaent està determinada per qüestions culturals, ideològiques i religioses i varia segons l'època històrica i el grup social en què s'ha creat. Per exemple, des de la dècada de 1950, el tabac a Europa s'ha considerat una substància addictiva, tot i que durant segles s'havia vist com una substància recreativa i fins i tot com a medicina. A Europa, l'alcohol s'ha considerat durant molt de temps com a medicament. Fins a fa poc, la cervesa tenia l'estatus d'aliment de primera necessitat com el pa, ja que es concebia com a "pa líquid".

## Efectes
La majoria de les substàncies que es consumeixen de manera recreativa solen tenir un efecte excitant o relaxant. Aquest efecte està provocat per alcaloides, que les plantes de què provenen han generat per a protegir-se dels depredadors. Alguns d'ells provoquen addició. A més solen tenir una importància social considerable, especialment quan es consumeixen junt amb altres persones.